# Volta (Schrift)
Volta ist eine Schrift von Konrad Friedrich Bauer und Walter Baum. Entworfen wurde sie 1955 für die Bauersche Gießerei in Frankfurt am Main. Die Schriftfamilie umfasste ursprünglich die Schnitte mager, halbfett und fett. Der Schriftschnitt Volta-Kursiv halbfett kam später hinzu.

## Merkmale
Volta ist eine Serifenbetonte Linear-Antiqua, ihre Buchstabenformen ähnelt denen der Schriften Cheltenham und Clarendon. Die x-Höhe ihrer Buchstaben ist im Vergleich zu anderen Serifenschriften wie Benton oder Times höher.